# Michael Schlaipfer
Michael Schlaipfer (* 5. Juli 1991) ist ein deutscher Koch und Kochbuchautor.

## Werdegang
Schlaipfer machte seine Ausbildung bei Werner Koslowski.
2012 machte er sich mit dem Michael's Leitenberg in Frasdorf selbständig, wo schon seine Großeltern den Gasthof führten. Im März 2022 wurde sein Restaurant mit einem Michelinstern ausgezeichnet.

## Auszeichnungen
- 2022: Michelinstern für das Restaurant Michael's Leitenberg in Frasdorf[2]

## Publikationen
- Die Knödel-Revolution: Kloß oder Knödel. Geschmack ist überall! BLV 2016, ISBN 978-3835415355.
- Wilde Pilzküche: Pilzjäger-Röllchen, Austernpilz-Saltimbocca, Maronen-Tortilla & Co. BLV 2017, ISBN 978-3835417229.